# Фаєтт (округ, Алабама)
Шаблон:StateAbbr_ 33°43′12″ пн. ш. 87°44′19″ зх. д. / 33.72° пн. ш. 87.738611111111° зх. д.
Округ Фаєтт (англ. Fayette County) — округ (графство) у штаті Алабама. Ідентифікатор округу 01057.

## Розташування
Округ Фаєтт розташований на північно-заході Алабами, біля підніжжя гірського хребта Аппалачі і має помірний південний клімат.

## Історія
Округ Фаєтт створений 20 грудня 1824 р. з частини округів Таскалуса і Меріон. Округ був названий на честь генерала Лафаєта, який відвідав Алабаму під час формування округу.

## Демографія
За даними перепису
2000 року
загальне населення округу становило 18495 осіб, зокрема міського населення було 3948, а сільського — 14547.
Серед мешканців округу чоловіків було 8935, а жінок — 9560. В окрузі було 7493 домогосподарства, 5342 родин, які мешкали в 8472 будинках.
Середній розмір родини становив 2,92.
Віковий розподіл населення поданий у таблиці:
| Стать    | До 15 років | 15-21 | 22-29 | 30-39 | 40-49 | 50-65 | 65-85 | Понад 85 |
| -------- | ----------- | ----- | ----- | ----- | ----- | ----- | ----- | -------- |
| Чоловіки | 1843        | 946   | 844   | 1213  | 1310  | 1639  | 1030  | 110      |
| Жінки    | 1731        | 827   | 891   | 1229  | 1346  | 1700  | 1513  | 323      |

## Суміжні округи
- Меріон — північ
- Вокер — схід
- Таскалуса — південний схід
- Пікенс — південний захід
- Ламар — захід